# 금송항
금송항은 경상남도 남해군 삼동면 금송리, 금송마을 인근에 있는 어항이다. 2002년 8월 6일 어촌정주어항으로 지정하여 관리하고 있다. 시설관리자는 남해군수이다.

## 어항 연혁
- 동남쪽에서 서쪽으로 병풍처럼 마을을 둘러싼 일곱골, 일곱등의 소나무 산줄기가 칠현금과도 같다고 해서 금송(琴松)이라 유래되었다.

## 어항 시설
- 선착장 L=146m, B=6.0m, 물량장 L=91m, B=86.0m

## 주요 어종
- 멸치, 노래미, 감성돔, 장어, 패류, 도다리, 개불 등